# 梁禎元
梁禎元（： Yang Jung Won，2004年2月9日—），藝名JUNGWON，是韓國男歌手，為韓國男子團體ENHYPEN隊長
。

## 演藝經歷

### 出道前
梁禎元本貫濟州梁氏。7歲開始學習跆拳道，段位為品勢黑帶四段。作為跆拳道運動員活動四年。
大約在想放棄跆拳道的時候於街上被星探相中，2017年1月2日加入SM娛樂成為練習生，2018年10月成為Big Hit娛樂練習生。《I-LAND》開播幾個月前轉至BELIFT LAB練習。

### 《I-LAND》時期
2020年6月，作為練習生參加由CJ E&M和Big Hit娛樂在2020年推出的男團選秀實境節目《I-LAND》。9月18日的最終集中獲得全球投票第一名，確定以團體ENHYPEN一員的身份出道。

### 2020年至今
2020年11月30日，透過首張迷你專輯《Border: Day One》以ENHYPEN出道。

## 主持作品

### 音樂節目
| 播放日期      | 電視臺 | 節目名稱        | 合作藝人 | 備註     |
| ------------- | ------ | --------------- | -------- | -------- |
| 2020年12月7日 | Mnet   | 《M Countdown》 | 朴成訓   | 特别主持 |
| 2022年2月4日  | KBS2   | 《音樂銀行》    | 張員瑛   | 特别主持 |

### 電台節目
| 播放日期               | 電臺 | 節目名稱 | 合作藝人 | 備註     |
| ---------------------- | ---- | -------- | -------- | -------- |
| 2022年2月20日－6月26日 | EBS  | 《傾聽》 | 金善禹   | 固定主持 |

### 其他節目
| 播放日期       | 影視平台 | 節目名稱   | 合作藝人 | 備註       |
| -------------- | -------- | ---------- | -------- | ---------- |
| 2022年4月23日  | YouTube  | MIX & MAX  | 西村力   | 第一組藝人 |
| 2023年11月15日 | YouTube  | 我的小日子 | 無       | 第二組藝人 |